# صلح أباد (قهاب رستاق)
صلح أباد (بالفارسية: صلح‌آباد) هي مستوطنة تقع في إيران في قسم قهاب رستاق الريفي. يقدر عدد سكانها بـ 165 نسمة بحسب إحصاء 2016.